# Programari de domini públic

La marca de domini públic de Creative Commons indica obres que són de domini públic

El programari de domini públic és un programari que s'ha publicat al domini públic, és a dir, programari per al qual no hi ha cap dret de propietat, com ara drets d'autor, marques comercials o patents. El programari de domini públic es pot modificar, distribuir o vendre fins i tot sense cap atribució per part de ningú; això és diferent del cas comú del programari sota drets d'autor exclusius, on les llicències atorguen drets d'ús limitats.
Segons el Conveni de Berna, que la majoria de països han signat, un autor obté automàticament els drets d'autor exclusius de tot allò que ha escrit, i la legislació local pot atorgar de manera similar drets d'autor, patents o marques comercials per defecte. La Convenció també cobreix els programes i, per tant, estan automàticament subjectes a drets d'autor. Si un programa s'ha de posar al domini públic, l'autor ha de renunciar explícitament als drets d'autor i altres drets sobre aquest d'alguna manera, per exemple, mitjançant una declaració de renúncia. En algunes jurisdiccions, alguns drets (en particular els drets morals) no es poden renunciar: per exemple, l'"Urheberrecht" del dret alemany basat en la tradició civil difereix del concepte de "dret d'autor" de la tradició del dret comú anglosaxó.

## Història

### Ecosistema de programari de domini públic acadèmic primerenc
Des de la cultura del programari dels anys cinquanta fins als noranta, el programari de domini públic (o PD) va ser popular com a fenomen acadèmic original. Aquest tipus de "programari lliure" distribuït i compartit lliurement combinava les classes actuals de programari gratuït, programari compartit i programari lliure i de codi obert, i va ser creat al món acadèmic per aficionats i pirates informàtics. Com que el programari sovint s'escrivia en un llenguatge interpretat com ara el BASIC, el codi font era necessari i, per tant, es distribuïa per executar el programari. El programari de desenvolupament de dades també es compartia i es distribuia com a codi font imprès (programes d'escriptura) en revistes d'informàtica (com ara Creative Computing, SoftSide, Compute!, Byte, etc.) i llibres, com ara l'èxit de vendes BASIC Computer Games. Anteriorment, el programari de codi tancat era poc comú fins a mitjans dels anys setanta i vuitanta.
Abans del 1974, quan la Comissió dels Estats Units sobre Nous Usos Tecnològics de les Obres amb Drets d'Autor (CONTU) va decidir que "els programes informàtics, en la mesura que incorporen la creació original d'un autor, són matèria pròpia dels drets d'autor", el programari no era protegible pels drets d'autor i, per tant, sempre estava de domini públic. Aquesta legislació, a més de decisions judicials com ara Apple contra Franklin el 1983 per codi objecte, van aclarir que la Llei de drets d'autor atorgava als programes informàtics l'estatus de drets d'autor d'obres literàries.
A la dècada del 1980, una manera habitual de compartir programari de domini públic va ser rebent-los a través d'un grup d'usuaris local o d'una empresa com PC-SIG de Sunnyvale, Califòrnia, que mantenia un catàleg de venda per correu de més de 300 discs amb un preu mitjà de 6 dòlars. El programari de domini públic amb codi font també es compartia a les xarxes BBS. El programari de domini públic es comercialitzava de vegades mitjançant un model de programari de donació, demanant als usuaris que enviessin una donació financera per correu.
Els models de comercialització de programari de "compartició gratuïta" i de donació de domini públic van evolucionar en els anys següents cap al model de programari compartit (no voluntari), i programari gratuït, anomenat programari lliure.  A més, a causa d'altres canvis en la indústria informàtica, compartir el codi font es va tornar menys comú.
Amb la Llei d'implementació del Conveni de Berna de 1988 (i l'anterior Llei de drets d'autor de 1976 ), la base legal del programari de domini públic va canviar dràsticament. Abans de la llei, publicar programari sense avís de drets d'autor era suficient per dedicar-lo al domini públic. Amb la nova llei, el programari estava protegit per drets d'autor per defecte i necessitava una declaració de renúncia explícita o una llicència de l'autor.
Les implementacions de referència d'algoritmes, sovint criptogràfics destinats o aplicats a l'estandardització, encara es publiquen sovint al domini públic; exemples són el CERN httpd  el 1993 i el xifratge Serpent el 1999. El projecte Openwall manté una llista de diversos algoritmes i el seu codi font en el domini públic.

### Programari lliure i de codi obert com a successor
Com a resposta de l'ecosistema de programari acadèmic al canvi en el sistema de drets d'autor a finals dels anys vuitanta, es van desenvolupar textos de llicència permissius, com la llicència BSD i els seus derivats. El programari amb llicència permissiva, que és un tipus de programari lliure i de codi obert, comparteix la majoria de les característiques del programari de domini públic anterior, però es basa en la base legal de la llei de drets d'autor.
A la dècada del 1980, Richard Stallman, que va treballar durant molt de temps en un entorn acadèmic de compartició de programari similar al "domini públic", va notar l'aparició del programari propietari i el declivi de l'ecosistema del programari de domini públic. En un esforç per preservar aquest ecosistema, va crear una llicència de programari, la GPL, que codifica els drets de domini públic i els aplica irrevocablement al programari. Paradoxalment, el seu enfocament del copyleft es basa en l'aplicabilitat dels drets d'autor per ser efectiu. Per tant, el programari lliure amb copyright comparteix moltes propietats amb el programari de domini públic, però no permet la rellicencia ni la subllicencia. A diferència del programari de domini públic real o del programari amb llicència permissiva, la llicència copyleft de Stallman intenta imposar la compartibilitat lliure del programari també per al futur, ja que no permet canvis de llicència.
Per tant, referir-se al programari lliure (que està sota una llicència de programari lliure) o al programari distribuït i utilitzable gratuïtament (programari gratuït) com a "domini públic" és incorrecte. Mentre que el domini públic renuncia als drets exclusius de l'autor (per exemple, els drets d'autor), en el programari lliure els drets d'autor de l'autor encara es conserven i s'utilitzen, per exemple, per fer complir el copyleft o per distribuir programari amb llicència permissiva. El programari amb llicència, en general, no és de domini públic. Una altra diferència clara és que un programa executable pot ser de domini públic fins i tot si el seu codi font no està disponible (fa que el programa no es pugui modificar), mentre que el programari lliure sempre té el codi font disponible.

### Domini públic posterior als drets d'autor
Amb la dècada del 2000 i l'aparició de les xarxes de compartició entre iguals i la compartició en el desenvolupament web, una nova generació de desenvolupadors crítics amb els drets d'autor va tornar a fer visible el model de programari de domini públic "lliure de llicència", criticant també l'ecosistema de llicències FOSS ("Post Open Source") com a part estabilitzadora del sistema de drets d'autor.  Es van desenvolupar noves llicències i textos de renúncia no FOSS, en particular la Creative Commons "CC0" (2009) i la "Unlicense" (2010), i hi va haver un augment notable en la popularitat de les llicències de programari permissives. A més, el creixent problema del programari orfe i l'obsolescència digital del programari va conscienciar sobre la rellevància de tornar a passar el programari al domini públic per a una millor preservació del patrimoni digital, sense restriccions de drets d'autor i gestió de drets digitals.
Al voltant del 2004, hi va haver debat sobre si el programari de domini públic es podia considerar part de l'ecosistema FOSS, tal com argumenta l'advocat Lawrence Rosen a l'assaig "Per què el domini públic no és una llicència", una postura que va trobar l'oposició de Daniel J. Bernstein i altres.  El 2012, la situació es va resoldre finalment quan Rosen va canviar d'opinió i va acceptar la CC0 com una llicència de codi obert, tot admetent que, contràriament a les afirmacions anteriors, es podien renunciar als drets d'autor, tal com ho recolzava una decisió del Novè Circuit.

## Passatge de programari al domini públic
Abans de la Llei d'aplicació del Conveni de Berna de 1988 (i l'anterior Llei de drets d'autor de 1976, que va entrar en vigor el 1978), les obres es podien cedir fàcilment al domini públic publicant-les sense un avís explícit de drets d'autor i sense registre de drets d'autor. Després del 1988, totes les obres estaven protegides per drets d'autor per defecte i s'havien de cedir activament al domini públic mitjançant una declaració de renúncia.
Les obres protegides per drets d'autor, com el programari, estan destinades a passar al domini públic després del termini de protecció dels drets d'autor, perdent el seu privilegi de drets d'autor. A causa de la protecció dels drets d'autor durant dècades atorgada pel Conveni de Berna, cap programari ha passat mai al domini públic deixant els termes dels drets d'autor. La qüestió de la rapidesa amb què les obres haurien de passar al domini públic ha estat objecte de debats científics i públics, així com per a programari com els videojocs.

Logotip de la llicència WTFPL, una llicència similar al domini públic

### Llicències i exempcions similars al domini públic
Tot i que el domini públic real fa que les llicències de programari siguin innecessàries, ja que cap propietari/autor està obligat a concedir permís ("cultura del permís"), hi ha llicències que atorguen drets similars als del domini públic. No hi ha cap llicència universalment acordada, però hi ha diverses llicències que tenen com a objectiu alliberar el codi font al domini públic.

Logotip de llicència CC0, una renúncia als drets d'autor i una llicència similar al domini públic

L'any 2000, la WTFPL es va publicar com una llicència/renúncia/ avís antidrets d'autor similar al domini públic.  El 2009, Creative Commons va publicar la CC0, que es va crear per a la compatibilitat amb diversos dominis legals (per exemple, el dret civil de l'Europa continental ) on dedicar-la al domini públic és problemàtic. Això s'aconsegueix mitjançant una declaració de renúncia al domini públic i una llicència totalment permissiva alternativa, en cas que la renúncia no sigui possible.  The Unlicense, publicat al voltant del 2010, se centra en un missatge antidrets d'autor. La Unlicense ofereix un text de renúncia al domini públic amb una llicència alternativa semblant al domini públic inspirada en les llicències permissives però sense clàusula d'atribució.  El 2015, GitHub va informar que, dels aproximadament 5,1 milions de projectes amb llicència que allotjava, gairebé el 2% utilitzaven la llicència sense llicència. Una altra opció popular és la llicència BSD Zero Clause, publicada el 2006 i dirigida al programari. El 2020, la llicència MIT No Attribution (MIT-0) va ser aprovada per l'Open Source Initiative, constituint una altra opció per a una llicència equivalent al domini públic.
Com a resultat, aquest programari de domini públic amb llicència té les quatre llibertats, però no es veu obstaculitzat per les complexitats de l'atribució (restricció del programari amb llicència permissiva) o la compatibilitat de les llicències (problema amb el programari amb llicència copyleft).

## Programari de domini públic

### Programari de PD clàssic (abans de 1988)
El programari de domini públic en els primers temps de la informàtica es compartia, per exemple, com a programes d'introducció en revistes d'informàtica i llibres com ara BASIC Computer Games. Les declaracions de renúncia explícites a la PD o els fitxers de llicència eren inusuals en aquell moment. Es considerava que el programari disponible públicament sense avís de drets d'autor era, i es compartia com a, programari de domini públic.
Molts autors de programari de domini públic van mantenir les pràctiques de publicació en domini públic sense un text de renúncia, sense conèixer ni preocupar-se pels canvis en la llei de drets d'autor, cosa que va crear un problema legal. D'altra banda, a mitjans dels anys vuitanta, les revistes van començar a reclamar els drets d'autor fins i tot per a programes d'introducció que abans es consideraven PD.  Només lentament els autors de programari de desenvolupament personal van començar a incloure textos de renúncia explícita o de declaració de llicència.

### Exemples de programari de desenvolupament professional modern (després de 1988)
Aquests exemples de programari de desenvolupament de dades modern (després de la Llei d'implementació del Conveni de Berna de 1988) es troben sota domini públic (per exemple, creats per una organització governamental dels EUA), sota una llicència de domini públic com ara CC0 o acompanyats d'una declaració de renúncia clara de l'autor. Tot i que no està tan estès com abans dels anys 2000, el programari de desenvolupament personal encara existeix avui dia. Per exemple, SourceForge va llistar 334 projectes de desenvolupament de dades allotjats el 2016,  i GitHub 102.000 sota la llicència sense llicència només el 2015. El 2016, una anàlisi dels paquets del Projecte Fedora va revelar que PD era la setena "llicència" més popular.
El guardonat desenvolupador de videojocs Jason Rohrer publica les seves obres al PD, igual que diversos criptògrafs, com ara Daniel J. Bernstein, Bruce Schneier i Douglas Crockford, amb implementacions de referència d'algoritmes criptogràfics.